# تی-۵۰

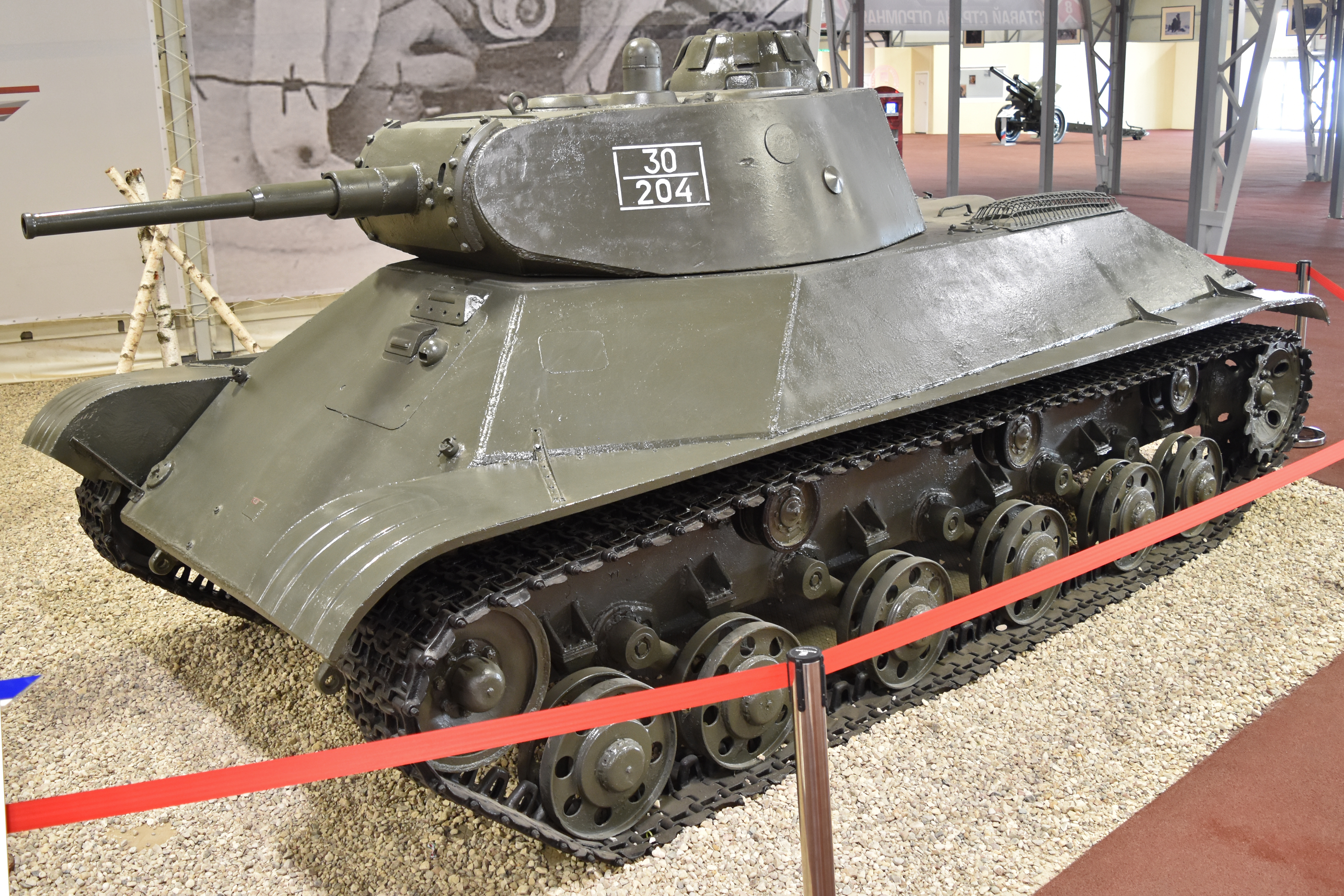
تی 50 بازمانده در موزه فنلاند

تی-۵۰ تانک سبک پیاده‌نظامی بود که توسطا اتحاد جماهیر شوروی در آغاز جنگ جهانی دوم ساخته شد. طراحی این خودرو شامل ویژگی‌های و تکنولوژی آینده اما پیچیده و پرهزینه بود، و تنها تولید ۶۹ عدد از تانک‌ها اجرا و تکمیل گردید.